# IC 4904
IC 4904 је спирална галаксија у сазвјежђу Паун која се налази на листи објеката дубоког неба у Индекс каталогу.
Деклинација објекта је - 70° 11' 4" а ректасцензија 19h 58m 39,0s. Привидна величина (магнитуда) објекта IC 4904 износи 13,9 а фотографска магнитуда 14,8. IC 4904 је још познат и под ознакама ESO 73-17, PGC 63913.